# Listă de personalități feminine din România
- Lista de mai jos cuprinde o serie de personalități feminine originare din România:

## A
- Jeni Acterian
- Angelica Adelstein-Rozeanu
- Ana de România
- Coca Andronescu
- Ana Aslan
- Mioara Avram

## B
- Doina Badea
- Iolanda Balaș
- Leopoldina Bălănuță
- Francisca Băltăceanu
- Olga Bancic
- Mansi Barberis
- Agatha Bârsescu
- Annie Bentoiu
- Martha Bibescu
- Rozália Biró
- Dorli Blaga
- Ana Blandiana
- Eta Boeriu
- Alice Botez
- Pia Brătianu
- Ana Brâncoveanu de Noailles
- Cornelia Brediceanu

## C
- Anda Călugăreanu
- Maruca Cantacuzino
- Păuna Cantacuzino
- Matilda Caragiu Marioțeanu
- Otilia Cazimir
- Sonia Cluceru
- Dina Cocea
- Nadia Comăneci
- Doina Cornea
- Sorana Coroamă-Stanca
- Gabriela Creția
- Matilda Cugler-Poni
- Elena Cuza

## D
- Hariclea Darclée
- Ruxandra Donose
- Anastasia Duca
- Zoe Dumitrescu-Bușulenga

## E
- Emilia Eberle
- Principesa Elisabeta
- Elisabeta de Neuwied

## F
- Elena Fabian-Aciu
- Elena Farago
- Maria Filotti
- Silvia Fulda

## G
- Angela Gheorghiu
- Micaela Ghițescu
- Elvira Godeanu
- Veturia Goga
- Valeria Guțu Romalo

## H
- Iulia Hasdeu
- Maria Hetco

## I
- Principesa Ileana de România
- Ana Ipătescu

## J
- Elena Jianu
- Berta Jikeli

## K
- Éva Kiss
- Laura Codruța Kövesi

## L
- Maria Lătărețu
- Aurora Liiceanu
- Ecaterina Lovinescu Bălăcioiu
- Monica Lovinescu

## M
- Monica Macovei
- Clara Maniu
- Cornelia Maniu
- Principesa Margareta de România
- Regina Maria a României
- Maria Marinescu-Himu
- Irina Mavrodin
- Ileana Mălăncioiu
- Veronica Micle
- Mihaela Mitrache
- Marie-Rose Mociorniță
- Maia Morgenstern
- Mihaela Mihai
- Lucia Mureșan

## N
- Mariana Nicolesco

## O
- Terezia Ocsko
- Draga Olteanu Matei

## P
- Hortensia Papadat-Bengescu
- Margareta Pâslaru
- Oana Pellea
- Zoe Petre
- Pia Pillat
- Simona Pop
- Elvira Popescu
- Stela Popescu

## R
- Ana Racoviță
- Ioana Radu
- Elena Rareș
- Elisabeta Rizea
- Aristizza Romanescu
- Maria Rosetti
- Melita Rühn

## S
- Marietta Sadova
- Valeria Sadoveanu
- Maria Sasu
- Maya Simionescu
- Ruxandra Sireteanu
- Principesa Sofia de România
- Henriette Yvonne Stahl
- Laura Stoica
- Lucia Sturdza Bulandra
- Anna Széles
- Ecaterina Szabó

## Ș
- Zizi Ștefănescu Goangă

## T
- Maria Tănase
- Teodora de la Sihla
- Ecaterina Teodoroiu
- Maria Tescanu Rosetti
- Éva Tófalvi

## Ț
- Sanda Țăranu

## V
- Elena Văcărescu
- Marițica Văcărescu-Ghica[1]
- Smaranda Vogoridi
- Alice Voinescu

## W
- Lucia Wald

## Z
- Adele Zay
- Virginia Zeani

## Vezi și
- Femei române